# División de Honor B de rugby 2016-17
La División de Honor B de rugby 2016-17 es la 19.ª edición de la segunda competición de rugby de España desde la reestructuración en 1998. El torneo es organizado por la Federación Española de Rugby, al igual que la máxima categoría.
Para esta temporada, la primera jornada se organizó para el 18 de septiembre, mientras que la última fecha de la categoría será el día 28 de mayo de 2017 según el calendario oficial. 

## Sistema de competición
- Esta Competición se jugará en cada grupo por sistema de liga a doble vuelta estableciéndose la clasificación de acuerdo con lo que establece el Reglamento de Partidos y Competiciones de la FER. Algunas jornadas podrán coincidir con actividad de la Selección Nacional o Combinado Nacional. En estos casos los jugadores convocados con el Equipo Nacional o Combinado Nacional deberán estar a disposición del Seleccionador Nacional hasta que finalice la concentración, no pudiendo participar con sus clubes hasta entonces.

- Ocho equipos, los dos primeros de cada grupo junto con los dos mejores terceros participarán en la Fase de ascenso a División de Honor, que se disputará por sistema de eliminatorias a doble vuelta. Se establecerá un ranking del 1o al 8o de acuerdo con la clasificación habida en cada grupo.

- Los equipos B de clubes que actualmente compiten en División de Honor no participarán en esta fase de ascenso.

- La primera eliminatoria (cuartos de final) será con los siguientes enfrentamientos. A): 1o Primero (1) – 2o Tercero (8); B): 2o Primero (2) – 1o Tercero (7); C): 3o Primero (3) – 3o Segundo (6); D): 1o Segundo (4) – 2o Segundo (5). La segunda eliminatoria (semifinales) será E): Vencedor A) – Vencedor D) y F): Vencedor B) – Vencedor C). La tercera eliminatoria (final) Vencedor E) – Vencedor F.). En todas las eliminatorias los encuentros de vuelta se disputarán en los campos de los equipos con mejor ranking del orden inicial.

- El equipo ganador ascenderá a División de Honor en la temporada 2017/18. El perdedor jugará una eliminatoria de promoción contra el equipo clasificado en 11o lugar de División de Honor. El encuentro de vuelta en el campo del equipo de División de Honor.

- Como norma general para los tres grupos se establece que en principio desciende de cada grupo a categoría regional el equipo clasificado en el último lugar (puesto 12o) y el penúltimo clasificado (puesto 11o) jugará una promoción para la permanencia, a doble vuelta, contra el 2o clasificado de la fase de ascenso de regional a nacional. El encuentro de vuelta en el campo del equipo de División de Honor B. [2]

### Sistema de puntuación
- Cada victoria suma 4 puntos.
- Cada empate suma 2 puntos.
- Cuatro ensayos en un partido suma 1 punto de bonus.
- Perder por una diferencia de siete puntos o inferior suma 1 punto de bonus.

## Grupos

### Grupo A (Norte)
| Equipo | Ciudad        | Entrenador   | Estadio                        | Capacidad | Mapa |
| --- | ------------- | ------------ | ------------------------------ | --------- | --- |
| Eibar R. T. | Éibar         | Bandera de ? | Polideportivo de Ipurua        | 1000      | \| UBU Aparejadores CRAT La Coruña Bera Bera RT Durango RT Eibar RT CR El Salvador B Ourense Rugby Real Oviedo Uribealdea RKE Univ. Bilbao Vigo RC Zarautz RT \| |
| Uribealdea R. K. E. | Munguía       | Bandera de ? | Campo de rugby Atxurizubi      | ?         | \| UBU Aparejadores CRAT La Coruña Bera Bera RT Durango RT Eibar RT CR El Salvador B Ourense Rugby Real Oviedo Uribealdea RKE Univ. Bilbao Vigo RC Zarautz RT \| |
| Zarautz R. T. | Zarauz        | Bandera de ? | Campo de rugby Asti            | 800       | \| UBU Aparejadores CRAT La Coruña Bera Bera RT Durango RT Eibar RT CR El Salvador B Ourense Rugby Real Oviedo Uribealdea RKE Univ. Bilbao Vigo RC Zarautz RT \| |
| Durango R. T. | Durango       | Bandera de ? | Campo de rugby Arripausueta    | 304       | \| UBU Aparejadores CRAT La Coruña Bera Bera RT Durango RT Eibar RT CR El Salvador B Ourense Rugby Real Oviedo Uribealdea RKE Univ. Bilbao Vigo RC Zarautz RT \| |
| AVK Bera Bera R. T. | San Sebastián | Bandera de ? | Miniestadio de Anoeta          | 1262      | \| UBU Aparejadores CRAT La Coruña Bera Bera RT Durango RT Eibar RT CR El Salvador B Ourense Rugby Real Oviedo Uribealdea RKE Univ. Bilbao Vigo RC Zarautz RT \| |
| Universitario Bilbao Rugby | Bilbao        | Bandera de ? | Polideportivo Errekalde        | 400       | \| UBU Aparejadores CRAT La Coruña Bera Bera RT Durango RT Eibar RT CR El Salvador B Ourense Rugby Real Oviedo Uribealdea RKE Univ. Bilbao Vigo RC Zarautz RT \| |
| Campus Universitario Ourense R. C. | Orense        | Bandera de ? | Campus Universitario de Orense | ?         | \| UBU Aparejadores CRAT La Coruña Bera Bera RT Durango RT Eibar RT CR El Salvador B Ourense Rugby Real Oviedo Uribealdea RKE Univ. Bilbao Vigo RC Zarautz RT \| |
| Vigo R. C. | Vigo          | Bandera de ? | Campo de rugby do CUVI         | 500       | \| UBU Aparejadores CRAT La Coruña Bera Bera RT Durango RT Eibar RT CR El Salvador B Ourense Rugby Real Oviedo Uribealdea RKE Univ. Bilbao Vigo RC Zarautz RT \| |
| CRAT La Coruña | La Coruña     | Bandera de ? | Campo de rugby Acea de Ama     | 500       | \| UBU Aparejadores CRAT La Coruña Bera Bera RT Durango RT Eibar RT CR El Salvador B Ourense Rugby Real Oviedo Uribealdea RKE Univ. Bilbao Vigo RC Zarautz RT \| |
| UBU - Aparejadores Burgos | Burgos        | Bandera de ? | C. D. San Amaro                | 1500      | \| UBU Aparejadores CRAT La Coruña Bera Bera RT Durango RT Eibar RT CR El Salvador B Ourense Rugby Real Oviedo Uribealdea RKE Univ. Bilbao Vigo RC Zarautz RT \| |
| C. R. El Salvador "B" | Valladolid    | Bandera de ? | Campos de rugby Pepe Rojo      | 5000      | \| UBU Aparejadores CRAT La Coruña Bera Bera RT Durango RT Eibar RT CR El Salvador B Ourense Rugby Real Oviedo Uribealdea RKE Univ. Bilbao Vigo RC Zarautz RT \| |
| Real Oviedo Rugby | Oviedo        | Bandera de ? | Campo de rugby El Naranco      | 600       | \| UBU Aparejadores CRAT La Coruña Bera Bera RT Durango RT Eibar RT CR El Salvador B Ourense Rugby Real Oviedo Uribealdea RKE Univ. Bilbao Vigo RC Zarautz RT \| |
| UBU Aparejadores CRAT La Coruña Bera Bera RT Durango RT Eibar RT CR El Salvador B Ourense Rugby Real Oviedo Uribealdea RKE Univ. Bilbao Vigo RC Zarautz RT |               |              |                                |           | |

### Grupo B (Este-Levante)
| Equipo | Ciudad                              | Entrenador   | Estadio                                                               | Capacidad | Mapa |
| --- | ----------------------------------- | ------------ | --------------------------------------------------------------------- | --------- | --- |
| C. R. Sant Cugat | San Cugat del Vallés (Barcelona)    | Bandera de ? | ZEM La Guinardera                                                     | 500       | \| Barcelona UC CAU Valencia CR Sant Cugat RC Valencia CR La Vila UE Santboi B CP Les Abelles RC L'Hospitalet Tatami RCFénix CR CUR Murcia Barcelona Enginyers R \| |
| R. C. L'Hospitalet | Hospitalet de Llobregat (Barcelona) | Bandera de ? | Campo de rugby Feixa Llarga                                           | 300       | \| Barcelona UC CAU Valencia CR Sant Cugat RC Valencia CR La Vila UE Santboi B CP Les Abelles RC L'Hospitalet Tatami RCFénix CR CUR Murcia Barcelona Enginyers R \| |
| Barcelona Enginyers Rugby | Barcelona                           | Bandera de ? | C. E. M. Mar Bella                                                    | 100       | \| Barcelona UC CAU Valencia CR Sant Cugat RC Valencia CR La Vila UE Santboi B CP Les Abelles RC L'Hospitalet Tatami RCFénix CR CUR Murcia Barcelona Enginyers R \| |
| Barcelona U. C. | Barcelona                           | Bandera de ? | Esports UB                                                            | 200       | \| Barcelona UC CAU Valencia CR Sant Cugat RC Valencia CR La Vila UE Santboi B CP Les Abelles RC L'Hospitalet Tatami RCFénix CR CUR Murcia Barcelona Enginyers R \| |
| U. E. Santboiana "B" | San Baudilio de Llobregat           | Bandera de ? | Estadi Baldiri Aleu                                                   | 3500      | \| Barcelona UC CAU Valencia CR Sant Cugat RC Valencia CR La Vila UE Santboi B CP Les Abelles RC L'Hospitalet Tatami RCFénix CR CUR Murcia Barcelona Enginyers R \| |
| C. R. La Vila | Villajoyosa                         | Bandera de ? | Campo de rugby El Pantano                                             | 1550      | \| Barcelona UC CAU Valencia CR Sant Cugat RC Valencia CR La Vila UE Santboi B CP Les Abelles RC L'Hospitalet Tatami RCFénix CR CUR Murcia Barcelona Enginyers R \| |
| CAU Valencia | Valencia                            | Bandera de ? | Campo de rugby del Río Turia                                          | 500       | \| Barcelona UC CAU Valencia CR Sant Cugat RC Valencia CR La Vila UE Santboi B CP Les Abelles RC L'Hospitalet Tatami RCFénix CR CUR Murcia Barcelona Enginyers R \| |
| Tatami R. C. | Valencia                            | Bandera de ? | Campo de rugby del Río Turia                                          | 500       | \| Barcelona UC CAU Valencia CR Sant Cugat RC Valencia CR La Vila UE Santboi B CP Les Abelles RC L'Hospitalet Tatami RCFénix CR CUR Murcia Barcelona Enginyers R \| |
| C. P. Les Abelles | Valencia                            | Bandera de ? | Campos de Rugby Jorge Diego Pantera, Polideportivo de Quatre Carreres | 1296      | \| Barcelona UC CAU Valencia CR Sant Cugat RC Valencia CR La Vila UE Santboi B CP Les Abelles RC L'Hospitalet Tatami RCFénix CR CUR Murcia Barcelona Enginyers R \| |
| R. C. Valencia | Valencia                            | Bandera de ? | Campos de Rugby Jorge Diego Pantera, Polideportivo de Quatre Carreres | 1296      | \| Barcelona UC CAU Valencia CR Sant Cugat RC Valencia CR La Vila UE Santboi B CP Les Abelles RC L'Hospitalet Tatami RCFénix CR CUR Murcia Barcelona Enginyers R \| |
| Fénix C. R. Zaragoza | Zaragoza                            | Bandera de ? | C. D. M. Pinares de Venecia                                           | 1000      | \| Barcelona UC CAU Valencia CR Sant Cugat RC Valencia CR La Vila UE Santboi B CP Les Abelles RC L'Hospitalet Tatami RCFénix CR CUR Murcia Barcelona Enginyers R \| |
| C. U. R. Murcia | Murcia                              | Bandera de ? | Estadio Monte Romero                                                  | 3000      | \| Barcelona UC CAU Valencia CR Sant Cugat RC Valencia CR La Vila UE Santboi B CP Les Abelles RC L'Hospitalet Tatami RCFénix CR CUR Murcia Barcelona Enginyers R \| |
| Barcelona UC CAU Valencia CR Sant Cugat RC Valencia CR La Vila UE Santboi B CP Les Abelles RC L'Hospitalet Tatami RCFénix CR CUR Murcia Barcelona Enginyers R |                                     |              |                                                                       |           | |

### Grupo C (Centro-Sur)
| Equipo | Ciudad                           | Entrenador          | Estadio                                | Capacidad | Mapa |
| --- | -------------------------------- | ------------------- | -------------------------------------- | --------- | --- |
| CRC Pozuelo | Pozuelo de Alarcón (Madrid)      | José Antonio Barrio | Valle de las Cañas                     | 500       | \| Marbella RC CD Arquitectura Alcobendas Rugby B Ing. Industriales Las Rozas Olímpico RC CRC Pozuelo CR Liceo Francés CAR Cáceres CR Cisneros BCR Atlético Portuense Helvetia Rugby UR Almería \| |
| Olímpico de Pozuelo R. C. | Pozuelo de Alarcón (Madrid)      | Bandera de ?        | Valle de las Cañas                     | 500       | \| Marbella RC CD Arquitectura Alcobendas Rugby B Ing. Industriales Las Rozas Olímpico RC CRC Pozuelo CR Liceo Francés CAR Cáceres CR Cisneros BCR Atlético Portuense Helvetia Rugby UR Almería \| |
| A. D. Ing. Industriales Las Rozas | Las Rozas de Madrid (Madrid)     | Bandera de ?        | Campo de rugby El Cantizal             | 400       | \| Marbella RC CD Arquitectura Alcobendas Rugby B Ing. Industriales Las Rozas Olímpico RC CRC Pozuelo CR Liceo Francés CAR Cáceres CR Cisneros BCR Atlético Portuense Helvetia Rugby UR Almería \| |
| Club Alcobendas Rugby "B" | Alcobendas (Madrid)              | Bandera de ?        | Las Terrazas                           | 2000      | \| Marbella RC CD Arquitectura Alcobendas Rugby B Ing. Industriales Las Rozas Olímpico RC CRC Pozuelo CR Liceo Francés CAR Cáceres CR Cisneros BCR Atlético Portuense Helvetia Rugby UR Almería \| |
| C. D. Arquitectura | Madrid                           | Bandera de ?        | Estadio Nacional Complutense           | 12 400    | \| Marbella RC CD Arquitectura Alcobendas Rugby B Ing. Industriales Las Rozas Olímpico RC CRC Pozuelo CR Liceo Francés CAR Cáceres CR Cisneros BCR Atlético Portuense Helvetia Rugby UR Almería \| |
| C. R. Complutense Cisneros "B" | Madrid                           | Bandera de ?        | Estadio Nacional Complutense           | 12 400    | \| Marbella RC CD Arquitectura Alcobendas Rugby B Ing. Industriales Las Rozas Olímpico RC CRC Pozuelo CR Liceo Francés CAR Cáceres CR Cisneros BCR Atlético Portuense Helvetia Rugby UR Almería \| |
| C. R. Liceo Francés | Madrid                           | Bandera de ?        | Estadio Ramon Urtubi                   | 500       | \| Marbella RC CD Arquitectura Alcobendas Rugby B Ing. Industriales Las Rozas Olímpico RC CRC Pozuelo CR Liceo Francés CAR Cáceres CR Cisneros BCR Atlético Portuense Helvetia Rugby UR Almería \| |
| U. R. Almería | Almería                          | Bandera de ?        | Estadio de la Juventud "Emilio Campra" | 10 000    | \| Marbella RC CD Arquitectura Alcobendas Rugby B Ing. Industriales Las Rozas Olímpico RC CRC Pozuelo CR Liceo Francés CAR Cáceres CR Cisneros BCR Atlético Portuense Helvetia Rugby UR Almería \| |
| Helvetia Rugby | Sevilla                          | Bandera de ?        | I. D. La Cartuja                       | 3000      | \| Marbella RC CD Arquitectura Alcobendas Rugby B Ing. Industriales Las Rozas Olímpico RC CRC Pozuelo CR Liceo Francés CAR Cáceres CR Cisneros BCR Atlético Portuense Helvetia Rugby UR Almería \| |
| C. R. Atlético Portuense | El Puerto de Santa María (Cádiz) | Bandera de ?        | C. D. Puerto de Santa María            | ?         | \| Marbella RC CD Arquitectura Alcobendas Rugby B Ing. Industriales Las Rozas Olímpico RC CRC Pozuelo CR Liceo Francés CAR Cáceres CR Cisneros BCR Atlético Portuense Helvetia Rugby UR Almería \| |
| Marbella R. C. | Marbella                         | Bandera de ?        | Estadio municipal Bahías Park          | 1000      | \| Marbella RC CD Arquitectura Alcobendas Rugby B Ing. Industriales Las Rozas Olímpico RC CRC Pozuelo CR Liceo Francés CAR Cáceres CR Cisneros BCR Atlético Portuense Helvetia Rugby UR Almería \| |
| Extremadura C. A. R. Cáceres | Cáceres                          | Bandera de ?        | C. D. El Cuartillo                     | 1134      | \| Marbella RC CD Arquitectura Alcobendas Rugby B Ing. Industriales Las Rozas Olímpico RC CRC Pozuelo CR Liceo Francés CAR Cáceres CR Cisneros BCR Atlético Portuense Helvetia Rugby UR Almería \| |
| Marbella RC CD Arquitectura Alcobendas Rugby B Ing. Industriales Las Rozas Olímpico RC CRC Pozuelo CR Liceo Francés CAR Cáceres CR Cisneros BCR Atlético Portuense Helvetia Rugby UR Almería |                                  |                     |                                        |           | |

## Clasificación
A continuación se muestran las tres tablas correspondientes a las clasificaciones de cada grupo regional.
Para la leyenda tener en cuenta en todos el siguiente cuadro.
|  | Clasificados para el play off por el ascenso                |
|  | Mejores terceros (clasifica al play off por el ascenso)     |
|  | Promoción de descenso a ligas regionales                    |
|  | Descenso a ligas regionales                                 |
|  | Campeón 2016/17                                             |
|  | (A) Ascendidos de divisiones regionales para esta temporada |
|  | (D) Descendido de División de Honor para esta temporada     |

Pts = Puntos totales; PJ = Partidos Jugados; G = Partidos Ganados; E = Partidos Empatados; P = Partidos Perdidos;
PF = Puntos a favor; PC = Puntos en contra; Dif = Diferencia de puntos; PBO = Bonus ofensivos; PBD = Bonus defensivos

### Grupo A (Norte)
Actualizado a últimos partidos disputados (22.ª Jornada).
|  |     | Equipos                                |  | PJ | PG | PE | PP | GF  | GC  | Dif  | PBO | PBD | Pts |
|  | --- | -------------------------------------- |  | -- | -- | -- | -- | --- | --- | ---- | --- | --- | --- |
|  | 1.  | UBU - Aparejadores Burgos              |  | 22 | 22 | 0  | 0  | 784 | 230 | +554 | 14  | 0   | 102 |
|  | 2.  | Bera Bera R. T.                        |  | 22 | 16 | 1  | 5  | 610 | 306 | +304 | 9   | 3   | 78  |
|  | 3.  | Zarautz R. T.                          |  | 22 | 15 | 0  | 7  | 660 | 414 | +246 | 12  | 3   | 75  |
|  | 4.  | Uribealdea R. K. E.                    |  | 22 | 14 | 2  | 6  | 585 | 315 | +270 | 11  | 2   | 73  |
|  | 5.  | Campus Universitario Ourense R. C. (A) |  | 22 | 13 | 0  | 9  | 598 | 478 | +120 | 10  | 1   | 63  |
|  | 6.  | Durango R. T.                          |  | 22 | 9  | 2  | 11 | 505 | 548 | '-43 | 10  | 4   | 54  |
|  | 7.  | CRAT La Coruña                         |  | 22 | 10 | 2  | 10 | 408 | 467 | -59  | 6   | 3   | 53  |
|  | 8.  | Vigo R. C.                             |  | 22 | 9  | 0  | 13 | 439 | 516 | -77  | 8   | 5   | 49  |
|  | 9.  | Eibar R. T,                            |  | 22 | 8  | 0  | 14 | 381 | 530 | -149 | 5   | 4   | 41  |
|  | 10. | C. R. El Salvador "B"                  |  | 22 | 6  | 1  | 15 | 341 | 691 | -350 | 4   | 2   | 32  |
|  | 11. | Real Oviedo Rugby                      |  | 22 | 5  | 0  | 17 | 383 | 623 | -240 | 4   | 3   | 27  |
|  | 12. | Universitario Bilbao Rugby (A)         |  | 22 | 1  | 0  | 21 | 290 | 866 | -576 | 1   | 1   | 6   |

### Grupo B (Levante)
Actualizado a últimos partidos disputados (22.ª Jornada).
|  |     | Equipos                   |  | PJ | PG | PE | PP | GF   | GC  | Dif  | PBO | PBD | Pts |
|  | --- | ------------------------- |  | -- | -- | -- | -- | ---- | --- | ---- | --- | --- | --- |
|  | 1.  | C. R. La Vila             |  | 22 | 22 | 0  | 0  | 1094 | 209 | +885 | 19  | 0   | 107 |
|  | 2.  | C. P. Les Abelles         |  | 22 | 18 | 0  | 4  | 665  | 396 | +269 | 13  | 1   | 86  |
|  | 3.  | R. C. L'Hospitalet        |  | 22 | 17 | 0  | 5  | 592  | 338 | +254 | 11  | 1   | 80  |
|  | 4.  | C. R. Sant Cugat          |  | 22 | 15 | 0  | 7  | 609  | 424 | +185 | 11  | 3   | 74  |
|  | 5.  | R. C. Valencia            |  | 22 | 11 | 0  | 11 | 459  | 532 | -73  | 7   | 3   | 54  |
|  | 6.  | CAU Valencia              |  | 22 | 10 | 0  | 12 | 410  | 464 | -54  | 4   | 4   | 48  |
|  | 7.  | U. E. Santboiana "B"      |  | 22 | 8  | 0  | 14 | 410  | 537 | -127 | 6   | 4   | 42  |
|  | 8.  | Barcelona Enginyers Rugby |  | 22 | 8  | 0  | 14 | 464  | 649 | -185 | 6   | 3   | 41  |
|  | 9.  | Tatami R. C. (A)          |  | 22 | 7  | 0  | 15 | 497  | 737 | -240 | 9   | 3   | 40  |
|  | 10. | Fénix C. R. Zaragoza      |  | 22 | 7  | 0  | 15 | 368  | 572 | -204 | 5   | 6   | 39  |
|  | 11. | Barcelona U. C.           |  | 22 | 5  | 0  | 17 | 409  | 678 | -269 | 55  | 93  | 32  |
|  | 12. | C. U. R. Murcia (A)       |  | 22 | 4  | 0  | 18 | 339  | 780 | -441 | 2   | 1   | 19  |

### Grupo C (Centro y Sur)
Actualizado a últimos partidos disputados (22.ª Jornada).
|  |     | Equipos                           |  | PJ | PG | PE | PP | GF  | GC  | Dif  | PBO | PBD | Pts |
|  | --- | --------------------------------- |  | -- | -- | -- | -- | --- | --- | ---- | --- | --- | --- |
|  | 1.  | C. R. Liceo Francés               |  | 22 | 21 | 0  | 1  | 763 | 261 | +502 | 18  | 1   | 103 |
|  | 2.  | CRC Pozuelo (D)                   |  | 22 | 21 | 0  | 1  | 845 | 268 | +577 | 16  | 1   | 101 |
|  | 3.  | C. A. R. Cáceres                  |  | 22 | 13 | 0  | 9  | 637 | 456 | +181 | 13  | 4   | 69  |
|  | 4.  | Club Alcobendas Rugby "B"         |  | 22 | 12 | 1  | 9  | 608 | 431 | +177 | 11  | 4   | 65  |
|  | 5.  | C. R. Complutense Cisneros "B"    |  | 22 | 11 | 0  | 11 | 527 | 479 | +48  | 8   | 3   | 55  |
|  | 6.  | Marbella R. C. (A)                |  | 22 | 11 | 0  | 11 | 481 | 543 | -62  | 5   | 4   | 53  |
|  | 7.  | C. D. Arquitectura                |  | 22 | 8  | 0  | 14 | 482 | 605 | -123 | 7   | 4   | 43  |
|  | 8.  | Olímpico de Pozuelo R. C.         |  | 22 | 8  | 1  | 13 | 411 | 602 | -191 | 6   | 3   | 43  |
|  | 9.  | A. D. Ing. Industriales Las Rozas |  | 22 | 8  | 1  | 13 | 399 | 645 | -246 | 4   | 3   | 41  |
|  | 10. | U. R. Almería                     |  | 22 | 7  | 1  | 14 | 449 | 634 | -185 | 4   | 3   | 37  |
|  | 11. | C. R. Atlético Portuense          |  | 22 | 6  | 2  | 14 | 437 | 662 | -225 | 5   | 4   | 37  |
|  | 12. | Helvetia Rugby                    |  | 22 | 3  | 0  | 19 | 350 | 803 | -453 | 3   | 5   | 20  |

## Resultados

### Grupo A (Norte)

#### Ida
| Uribealdea RKE    | 17 - 13 | Zarautz RT              | Campo de Ardanzas (Plencia) | 17 de septiembre | 16:00 |
| CR El Salvador B  | 17 - 15 | CRAT La Coruña          | Campos de Pepe Rojo         | 17 de septiembre | 17:00 |
| Real Oviedo Rugby | 68 - 12 | Universitario de Bilbao | Campo de «El Naranco»       | 17 de septiembre | 17:00 |
| Bera Bera RT      | 38 - 5  | Eibar RT                | More Olaizola               | 17 de septiembre | 17:00 |
| UBU Aparejadores  | 38 - 20 | Durango RT              | C. D. San Amaro             | 17 de septiembre | 18:00 |
| Vigo RC           | 27 - 17 | Ourense Rugby           | As Lagoas Marcosende        | 18 de septiembre | 12:00 |

| Eibar RT                | 15 - 32 | Uribealdea RKE    | Campo de UNBE        | 24 de septiembre | 12:00 |
| Ourense Rugby           | 50 - 24 | CR El Salvador B  | Campus Universitario | 24 de septiembre | 16:00 |
| Zarautz RT              | 23 - 21 | Real Oviedo Rugby | Campo de Asti        | 24 de septiembre | 17:00 |
| CRAT La Coruña          | 17 - 21 | UBU Aparejadores  | Acea de Ama          | 24 de septiembre | 17:30 |
| Durango RT              | 15 - 19 | Bera Bera RT      | Arripausueta         | 24 de septiembre | 18:00 |
| Universitario de Bilbao | 10 - 34 | Vigo RC           | Campo de Fango       | 25 de septiembre | 12:00 |

| Real Oviedo Rugby | 30 - 27 | Eibar RT                | Campo de «El Naranco»      | 1 de octubre | 16:00 |
| UBU Aparejadores  | 45 - 12 | Ourense Rugby           | C. D. San Amaro            | 1 de octubre | 17:00 |
| CR El Salvador B  | 34 - 13 | Universitario de Bilbao | Campos de Pepe Rojo        | 1 de octubre | 17:00 |
| Bera Bera RT      | 16 - 5  | Uribealdea RKE          | Miniestadio Kote Olaizola  | 1 de octubre | 17:00 |
| Durango RT        | 21 - 8  | CRAT La Coruña          | Arripausueta               | 2 de octubre | 12:00 |
| Vigo RC           | 10 - 34 | Zarautz RT              | Campo de Lagoas Marcosende | 2 de octubre | 12:00 |

| Ourense Rugby           | 44 - 12 | Durango RT        | Campus Universitario de Orense | 8 de octubre | 14:00 |
| CRAT La Coruña          | 3 - 20  | Bera Bera RT      | Campo de Acea da Ama           | 8 de octubre | 15:00 |
| Zarautz RT              | 61 - 14 | CR El Salvador B  | Campo de Asti                  | 8 de octubre | 16:00 |
| Uribealdea RKE          | 53 - 0  | Real Oviedo Rugby | Campo de Atxurizubi            | 8 de octubre | 16:00 |
| Universitario de Bilbao | 0 - 51  | UBU Aparejadores  | Campo de «El Fango»            | 8 de octubre | 17:00 |
| Eibar RT                | 13 - 15 | Vigo RC           | Campo de Unbe                  | 9 de octubre | 12:00 |

| Durango RT       | 36 - 21 | Universitario de Bilbao | Campo de Arripausueta     | 22 de octubre | 16:00 |
| CR El Salvador B | 12 - 15 | Eibar RT                | Pepe Rojo 2               | 22 de octubre | 16:00 |
| CRAT A Coruña    | 27 - 18 | Ourense Rugby           | Campo de Acea da Ama      | 22 de octubre | 16:30 |
| UBU Aparejadores | 46 - 6  | Zarautz RT              | C. D. San Amaro           | 22 de octubre | 17:00 |
| Bera Bera RT     | 14 - 18 | Real Oviedo Rugby       | Miniestadio Kote Olaizola | 22 de octubre | 17:00 |
| Vigo RC          | 10 - 21 | Uribealdea RKE          | Campo de Unbe             | 23 de octubre | 12:00 |

### Grupo B (Levante)

#### Ida
| CR Sant Cugat               | 24 - 15 | RC Valencia           | La Guinardera         | 17 de septiembre | 16:00 |
| Barcelona Universitari Club | 10 - 47 | CAU Valencia          | La Foixarda           | 17 de septiembre | 17:00 |
| CP Les Abelles              | 33 - 6  | RC L'Hospitalet       | Quatre Carreres       | 17 de septiembre | 17:00 |
| Tatami RC                   | 35 - 22 | Fénix RC              | Campo del Río Turia   | 17 de septiembre | 18:00 |
| CUR Murcia                  | 6 - 29  | Barcelona Enginyers R | Estadio Monte Romero  | 18 de septiembre | 12:00 |
| CR La Vila                  | 61 - 7  | UE Santboiana B       | Campo de «El Pantano» | 18 de septiembre | 12:30 |

| CAU Valencia          | 36 - 7  | CUR Murcia                  | Campo del Río          | 24 de septiembre | 16:30 |
| UE Santboiana B       | 10 - 22 | CR Sant Cugat               | Estadi Baldiri Aleu    | 24 de septiembre | 17:00 |
| Fénix RC              | 3 - 45  | CP Les Abelles              | CDM Pinares de Venecia | 24 de septiembre | 17:30 |
| RC Valencia           | 17 - 10 | Barcelona Universitari Club | Quatre Carreres        | 24 de septiembre | 19:00 |
| RC L'Hospitalet       | 5 - 35  | CR La Vila                  | Feixa Llarga           | 25 de septiembre | 12:30 |
| Barcelona Enginyers R | 31 - 29 | Tatami RC                   | Campo de «La Marbella» | 25 de septiembre | 13:00 |

| CR Sant Cugat               | 32 - 19 | RC L'Hospitalet       | La Guinardera         | 1 de octubre | 16:00 |
| Barcelona Universitari Club | 22 - 10 | UE Santboiana B       | La Foixarda           | 1 de octubre | 17:00 |
| CP Les Abelles              | 41 - 18 | Barcelona Enginyers R | «Jorge Diego Pantera» | 1 de octubre | 17:00 |
| CUR Murcia                  | 17 - 37 | Tatami RC             | Estadio Monte Romero  | 1 de octubre | 18:00 |
| CR La Vila                  | 78 - 0  | Fénix RC              | Feixa Llarga          | 2 de octubre | 12:30 |
| CAU Valencia                | 22 - 19 | RC Valencia           | Campo de «El Río»     | 2 de octubre | 13:00 |

| UE Santboiana B       | 21 - 13 | CAU Valencia                | Estadi Baldiri Aleu    | 8 de octubre  | 17:00 |
| Fénix RC              | 8 - 45  | CR Sant Cugat               | CDM Pinares de Venecia | 8 de octubre  | 17:30 |
| RC Valencia           | 39 - 15 | CUR Murcia                  | «Quatre Carreres»      | 9 de octubre  | 12:00 |
| RC L'Hospitalet       | 24 - 13 | Barcelona Universitari Club | Feixa Llarga           | 9 de octubre  | 12:30 |
| Tatami RC             | 31 - 51 | CP Les Abelles              | Campo de «El Río»      | 9 de octubre  | 13:00 |
| Barcelona Enginyers R | 3 - 34  | CR La Vila                  | Campo de Mar Bella     | 15 de octubre | 17:00 |

| CAU Valencia                | 7 - 24  | RC L'Hospitalet       | Campo del Río Turia               | 22 de octubre | 16:00 |
| CR Sant Cugat               | 53 - 16 | Barcelona Enginyers R | Campo de «La Guinardera»          | 22 de octubre | 16:00 |
| RC Valencia''               | 36 - 21 | UE Santboiana B       | «Diego Pantera (Quatre Carreres)» | 22 de octubre | 17:00 |
| Barcelona Universitari Club | 6 - 14  | Fénix RC              | La Foixarda                       | 22 de octubre | 17:00 |
| CUR Murcia                  | 12 - 38 | CP Les Abelles        | Estadio Monte Romero              | 22 de octubre | 18:00 |
| CR La Vila                  | 75 - 25 | Tatami RC             | Campo de «El Pantano»             | 23 de octubre | 13:00 |

### Grupo C (Centro y Sur)

#### Ida
| Alcobendas Rugby B    | 29 - 31 | Ing. Industriales Las Rozas | Campo de Las Terrazas  | 17 de septiembre | 16:00 |
| CR Liceo Francés      | 50 - 20 | CAR Cáceres                 | Ramón Urtubi           | 17 de septiembre | 17:00 |
| Olímpico RC           | 0 - 53  | CRC Pozuelo                 | Valle de las Cañas     | 17 de septiembre | 19:00 |
| CR Atlético Portuense | 35 - 24 | CR Cisneros B               | CD Puerto de Sta María | 18 de septiembre | 12:00 |
| Helvetia Rugby        | 34 - 21 | UR Almería                  | Campo San Pablo        | 18 de septiembre | 12:00 |
| Marbella RC           | 19 - 30 | CD Arquitectura             | Marbella Club          | 18 de septiembre | 12:30 |

| CRC Pozuelo                 | 58 - 0  | Alcobendas Rugby B | Campo «Valle de las Cañas» | 24 de septiembre | 16:00 |
| CAR Cáceres                 | 24 - 17 | Olímpico RC        | Campo de «El Cuartillo»    | 24 de septiembre | 16:30 |
| CR Atlético Portuense       | 22 - 23 | CR Liceo Francés   | CD Puerto de Sta María     | 25 de septiembre | 19:00 |
| CD Arquitectura             | 17 - 11 | Helvetia Rugby     | Puerta del Hierro          | 25 de septiembre | 12:30 |
| UR Almería                  | 20 - 17 | CR Cisneros B      | Campo «Enrique Campra»     | 25 de septiembre | 12:30 |
| Ing. Industriales Las Rozas | 28 - 26 | Marbella RC        | Campo de «El Cantizal»     | 25 de septiembre | 13:00 |

| Helvetia Rugby     | 25 - 28 | CR Cisneros B               | Campo de San Pablo           | 1 de octubre | 16:00 |
| Marbella RC        | 15 - 33 | CRC Pozuelo                 | Campo de «Bahía de Marbella» | 2 de octubre | 12:00 |
| CR Liceo Francés   | 32 - 13 | UR Almería                  | Campo «Ramón Urtubi»         | 2 de octubre | 12:00 |
| CD Arquitectura    | 32 - 20 | Ing. Industriales Las Rozas | Estadio Central              | 2 de octubre | 12:30 |
| Olímpico RC        | 20 - 14 | CR Atlético Portuense       | Valle de las Cañas           | 2 de octubre | 12:30 |
| Alcobendas Rugby B | 52 - 33 | CAR Cáceres                 | Las Terrazas                 | 2 de octubre | 13:30 |

| CR Cisneros B               | 3 - 19  | CR Liceo Francés   | Estadio Central                              | 8 de octubre | 16:00 |
| Ing. Industriales Las Rozas | 27 - 19 | Helvetia Rugby     | Campo de «El Cantizal»                       | 8 de octubre | 18:00 |
| CR Atlético Portuense       | 24 - 17 | Alcobendas Rugby B | Polideportivo Municipal (Pto. de Sta. María) | 9 de octubre | 12:00 |
| CRC Pozuelo                 | 29 - 19 | CD Arquitectura    | Valle de las Cañas                           | 9 de octubre | 12:30 |
| CAR Cáceres                 | 36 - 13 | Marbella RC        | Campo de «El Cuartillo»                      | 9 de octubre | 12:30 |
| UR Almería                  | 18 - 33 | Olímpico RC        | Estadio de la Juventud                       | 9 de octubre | 12:30 |

| Ing. Industriales Las Rozas | 3 - 32  | CRC Pozuelo           | Campo de «El Cantizal»       | 22 de octubre | 15:00 |
| CD Arquitectura             | 5 - 13  | CAR Cáceres           | Estadio Central B            | 22 de octubre | 16:00 |
| Olímpico RC                 | 3 - 16  | CR Cisneros B         | Valle de las Cañas           | 22 de octubre | 16:00 |
| Helvetia Rugby              | 0 - 28  | CR Liceo Francés      | Campo de ADUS                | 22 de octubre | 16:00 |
| Alcobendas Rugby B          | 55 - 10 | UR Almería            | Campo de «J. Caballero»      | 23 de octubre | 11:00 |
| Marbella RC                 | 34 - 12 | CR Atlético Portuense | Campo de «Bahía de Marbella» | 23 de octubre | 12:30 |

## Fase de Ascenso

### Cuartos de final

#### Ida
| División de Honor B de España (Fase de Ascenso); 22 de abril de 2017 | R. C. L'Hospitalet | 16 - 8 | C. R. Liceo Francés | Campo municipal de rugby Feixa Llarga, Hospitalet de Llobregat (Barcelona) |  |
|                                                                      |                    |        |                     | Árbitro(s): Eki Fanlo Antzin                                               |  |

| División de Honor B de España (Fase de Ascenso); 22 de abril de 2017 | C. P. Les Abelles | 29 - 26 | CRC Pozuelo | Polideportivo Quatre Carreres, Valencia |  |
|                                                                      |                   |         |             | Árbitro(s): Marc Riera                  |  |

| División de Honor B de España (Fase de Ascenso); 23 de abril de 2017 | Zarautz R. T. | 22 - 34 | C. R. La Vila | Campo de Asti, Zarauz (Vizcaya) |  |
|                                                                      |               |         |               | Árbitro(s): Alfonso Mirat       |  |

| División de Honor B de España (Fase de Ascenso); 23 de abril de 2017 | Bera Bera R. T. | 6 - 32 | UBU - Aparejadores Burgos | Campo de Kote Olaizola, San Sebastián (Guipúzcoa) |  |
|                                                                      |                 |        |                           | Árbitro(s): Iñaki Muñoz                           |  |

#### Vuelta
| División de Honor B de España (Fase de Ascenso); 30 de abril de 2017 | C. R. La Vila | 32 - 21 (66 - 43) | Zarautz R. T. | Campo de El Pantano, Villajoyosa (Alicante) |  |
|                                                                      |               |                   |               | Árbitro(s): Eliseo Patrón-Costas            |  |

| División de Honor B de España (Fase de Ascenso); 30 de abril de 2017 | C. R. Liceo Francés | 15 - 10 (23 - 26) | R. C. L'Hospitalet | Campo de Hortaleza, Madrid  |  |
|                                                                      |                     |                   |                    | Árbitro(s): Fernando Raposo |  |

| División de Honor B de España (Fase de Ascenso); 30 de abril de 2017 | CRC Pozuelo | 26 - 20 (55 - 46) | C. P. Les Abelles | Campo del Valle de las Cañas, Pozuelo (Madrid) |  |
|                                                                      |             |                   |                   | Árbitro(s): Arnaltz Bilbao                     |  |

| División de Honor B de España (Fase de Ascenso); 30 de abril de 2017 | UBU - Aparejadores Burgos | 19 - 15 (51 - 21) | Bera Bera R. T. | C. D. San Amaro, Burgos   |  |
|                                                                      |                           |                   |                 | Árbitro(s): Alfonso Mirat |  |

### Semifinales

#### Ida
| División de Honor B de España (Fase de Ascenso); 7 de mayo de 2017 | UBU - Aparejadores Burgos | 21 - 26 | R. C. L'Hospitalet | Campo municipal de rugby Feixa Llarga, Hospitalet de Llobregat (Barcelona) |  |
|                                                                    |                           |         |                    | Árbitro(s): Jorge Molpeceres                                               |  |

| División de Honor B de España (Fase de Ascenso); 7 de mayo de 2017 | CRC Pozuelo | 13 - 18 | C. R. La Vila | Campo del Valle de las Cañas, Madrid |  |
|                                                                    |             |         |               | Árbitro(s): Alhambra Nievas          |  |

#### Vuelta
| División de Honor B de España (Fase de Ascenso); 14 de mayo de 2017 | C. R. La Vila | 47 - 7 (65 - 20) | CRC Pozuelo | Campo de El Pantano, Villajoyosa (Alicante) |  |
|                                                                     |               |                  |             | Árbitro(s): Jorge Molpeceres                |  |

| División de Honor B de España (Fase de Ascenso); 14 de mayo de 2017 | UBU - Aparejadores Burgos | 28 - 29 (54 - 50) | R. C. L'Hospitalet | C. D. San Amaro, Burgos   |  |
|                                                                     |                           |                   |                    | Árbitro(s): Alfonso Mirat |  |

### Final

#### Ida
| División de Honor B de España (Fase Final de Ascenso); 21 de mayo de 2017 | UBU - Aparejadores Burgos | 16 - 20 | C. R. La Vila | C. D. San Amaro, Burgos          |  |
|                                                                           |                           |         |               | Árbitro(s): David Joaquín Castro |  |

#### Vuelta
| División de Honor B de España (Fase Final de Ascenso); 28 de mayo de 2017 | C. R. La Vila | 10 - 13 (30 - 29) | UBU - Aparejadores Burgos | Campo de El Pantano, Villajoyosa (Alicante) |  |
|                                                                           |               |                   |                           | Árbitro(s): Iñaki Muñoz                     |  |

| Por un resultado global favorable de 30 - 29: Asciende a la División de Honor para la temporada 2017-18: C. R. La Vila |